# (464562) 2016 CT48
(464562) 2016 CT48 es un asteroide perteneciente al cinturón de asteroides, descubierto el 27 de septiembre de 2006 por el equipo Spacewatch desde el Observatorio Nacional de Kitt Peak (Arizona, Estados Unidos).